# 国鉄ワム80000形貨車 (初代)
国鉄ワム80000形貨車（こくてつワム80000がたかしゃ）は、かつて日本国有鉄道（国鉄）に在籍した有蓋車である。

## 概要
1957年（昭和32年）に、国鉄大宮工場において3両（ワム80000 - ワム80002）が試作された、15トン積パレット用二軸有蓋車である。1960年（昭和35年）に、本形式の量産車であるワム80000形（2代）が登場するのに先立つ同年3月、ワム89000形（初代。ワム89000 - ワム89002）に改番された。
昭和30年代になると、貨物輸送も戦後の復興期から脱し、質的な改善が望まれるようになっていた。従来、人力が主体であった有蓋貨車の荷役作業も、欧米で導入が進みつつあったフォークリフトとパレットによる機械化荷役が計画された。その検討のために製作されたのが、本形式である。
本形式は、積載するパレットの大きさに基づいて車体寸法が決められている。具体的には1,100 mm角のパレットの積載を前提に、これを4枚収納する長さ 2,300 mm × 幅 2,400 mmの区画を3区画設け、計12枚のパレットを積載した。そのため、車体長さは7,400 mmと従来の有蓋車より350 mm延長されている。また側面は総開き方式を日本で初めて採用し、両端部は1枚、中央部は2枚のプレス鋼板製の引戸が設けられ、いずれのパレットも側面から直接フォークリフトによる荷役が可能である。また、区画の境界部には鋼製の側柱が片側2本設けられた。妻板も、日本で初めてプレス鋼板が採用された。屋根は鋼板製の丸屋根である。塗色は当初ぶどう色2号であったが、改番後にとび色2号に変更された。
貨物室内は、遮熱のためハードボードで内張りがされ、床板は厚さ50 mmの木板製である。区画の境界部の側柱間には、積荷の荷崩れを防止するための仕切り板を設置した。8月に落成した2両（ワム80000, ワム80001）は車体下部に5段の木製仕切り板を設置したが、11月に落成した3両目（ワム80002）は上部に透かし張りとする構造とされ、後に最初の2両も同様の構造に統一された。荷物室の寸法は、長さ7,378 mm、幅2,250 mm、高さ2,185 mmで、床面積は15.9 m2、容積は36.5 m3である。
本形式は、台枠の構造の面でも画期的であった。従来の二軸貨車は、車軸のばね吊り受けを側梁に取り付けるため、車軸の軸箱および軸箱守の位置に側梁が来るように間隔が規定されていた。車体を支えるための長土台を側梁から張り出して設ける必要があり、構造面で複雑になっていた。本形式では、側梁を車体幅いっぱいの間隔として長土台の位置に移し、側梁に取り付けられていたばね吊り受けは、横梁に取り付けられた。また、中梁は形鋼をやめて厚さ6 mmの鋼板をハット形にプレスしたものとし、横梁もコの字形のプレス鋼板製として組み立ても簡略化した。これにより、部品点数は3分の2に減少し、自重は9.9 tとワム90000形に比べて0.35 t軽くすることができた。
最大長は8,200 mm、最大幅は2,732 mm、最大高は3,685 mm。走り装置は2段リンク式、車軸は12トン長軸で、軸距は4,200 mm、最高速度は75 km/hである。換算両数は積車2.0、空車1.0。ブレーキ装置はKD形空気ブレーキで、入換・転動防止用に側ブレーキが設けられている。

## 運用
試験の後、本形式は汐留駅に常備され、パレット荷役輸送に使用された。しかし、パレット使用時の容積が過小で、正味15トンを積載することができず、また、構造面でも台枠横梁の強度不足が問題となった。そのため、本形式の量産化は見送られ、翌年度の新車は、本形式とワム90000形を折衷したワム70000形となった。同形式はパレット輸送も可能な一般有蓋車という位置づけで、幅2,300mmの両引戸とプレス鋼板製の妻板は踏襲されたものの、側面総開き方式は放棄され、台枠構造も従来の方式に戻った。側面総開き式のパレット用有蓋車の実用化は、本形式の実績をもとに欠点を改良し、構造を一新した1960年（昭和35年）製のワム80000形（2代）まで待つことになった。
改番後は浅野駅常備となり、旭硝子の板ガラスの輸送に使用された。側面総開き式でありながら木製床という本形式の特徴が適合したものであった。廃車は、3両とも1975年（昭和50年）度であった。